# Jakarta International 2001
Die Jakarta International 2001 im Badminton fanden Ende April 2001 in Jakarta statt.

## Sieger und Platzierte
| Disziplin    | Gold                        | Silber                       | Bronze                         |
| ------------ | --------------------------- | ---------------------------- | ------------------------------ |
| Herreneinzel | Sidoro Aditya               | Mahardi Wiempie              | Andi Mawardi                   |
| Herreneinzel | Sidoro Aditya               | Mahardi Wiempie              | Sony Dwi Kuncoro               |
| Dameneinzel  | Atu Rosalina                | Ng Mee Fen                   | Dewi Tira Arisandi             |
| Dameneinzel  | Atu Rosalina                | Ng Mee Fen                   | Dian Novita Sari               |
| Herrendoppel | Davis Efraim Karel Mainaky  | Ade Lukas Andreas Setiawan   | Chang Kim Wai Rosman Razak     |
| Herrendoppel | Davis Efraim Karel Mainaky  | Ade Lukas Andreas Setiawan   | Alvent Yulianto Hendra Gunawan |
| Damendoppel  | Ninna Ernita Tetty Yunita   | Norhasikin Amin Wong Pei Tty | Lita Nurlita Monica Permadi    |
| Damendoppel  | Ninna Ernita Tetty Yunita   | Norhasikin Amin Wong Pei Tty | Ang Li Peng Chen Yen Fong      |
| Mixed        | Hendra Gunawan Lita Nurlita | Alvent Yulianto Tetty Yunita | Rosman Razak Norhasikin Amin   |
| Mixed        | Hendra Gunawan Lita Nurlita | Alvent Yulianto Tetty Yunita | Chang Kim Wai Ang Li Peng      |